# HM7B
El motor HM-7B és un motor de coet criogènic europeu que actualment impulsa el tram superior de l'Ariane 5 ECA, l'ESC-A. L'HM7B és un motor de coet de cicle de gasogen que s'alimenta d'oxigen líquid i hidrogen líquid. No se'l pot reengegar, sinó que s'encén contínuament durant 950 segons en l'Ariane 5 (780 s en l'Ariane 4. Proporciona un impuls de 62,7 kN amb un impuls específic de 444,2 s. La pressió de cambra dins el motor és de 3.5 MPa.